# Nicèfor III Botaniates
Nicèfor Botaniates (grec: Νικηφόρος Βοτανειάτης, Nikiforos Botaniatis; llatí: Nicephorus Botaniates) fou emperador romà d'Orient per un període curt, del 1078 al 1081. Després d'haver estat un general distingit, es va proclamar ell mateix emperador aprofitant la feblesa de l'emperador Miquel VII. Ell tampoc no va tenir prou suport per mantenir-se en el poder quan el va deposar Aleix I Comnè.

## Ascens al tron
La seva família, els Focas, deia ser descendents dels Fabis romans. Era considerat un general valent però no tenia altres qualitats. Va començar a servir com a general des del regnat de Constantí IX. Va participar en l'entronització d'Isaac I Comnè, inclosa la batalla de Pètroe. Encara que era considerat un militar competent també va haver de fer retirades humiliants al llarg de la seva carrera i en una ocasió va ser fet captiu pels turcs oghuz. Durant la campanya del regent Romà IV Diògenes contra Mantziciert no va comptar amb ell i llavors es va retirar a les seves terres d'Anatòlia. Quan Miquel VII Ducas va assumir el poder sense Romà Diògenes, Botaniates va rebre el càrrec d'estrateg i comandant de les tropes d'Anatòlia. Va capturar Joan Ducas, l'oncle de l'emperador que estava ficat enmig d'una revolta dels normands.
Després de diversos èxits sobre els búlgars el general Brienni es va revoltar contra l'emperador Miquel VII Ducas amb el suport dels seljúcides i fou proclamat emperador sota les muralles d'Adrianòpolis. Va enviar al seu germà Joan a assetjar Constantinoble i ell va continuar consolidant el seu poder a Tràcia i Macedònia.
Al mateix temps, una altra revolta va esclatar a Orient, on Nicèfor Botaniates es va proclamar emperador deu dies després que Brienni. Amb un exèrcit en majoria format per turcs, va arribar fins a Nicea; ja llavors els homes de Joan Brienni havien abandonat el setge de Constantinoble per manca de disciplina i el seu cap va haver de tornar als quarters del seu germà Brienni. Botaniates va rebre aviat el suport de clergues i generals descontents de Miquel i hostils a Brienni, i el rebel va rebre una invitació per ocupar la ciutat i el tron.
Abandonat per tots menys pels germans Aleix i Isaac Comnè, Miquel va haver d'abdicar el 25 de març de 1078. Botaniates va pujar al tron i va continuar la lluita contra Brienni. Miquel es va retirar a un convent i poc temps després fou nomenat per l'emperador arquebisbe d'Efes (vegeu Miquel d'Efes).
Nicèfor III es va casar amb Maria, esposa de Miquel, de qui fou declarada divorciada. Brienni fou decisivament derrotat i fet presoner a la batalla de Calaura, i cegat poc després.

## Govern
Les seves maneres brutals, la seva ingratitud i la seva disbauxa van provocar nombroses revoltes en els tres anys que va governar. Les principals rebel·lions foren les de Basilaci, que fou derrotada al Vàrdar per Aleix Comnè, la de Constanci Ducas i la de Nicèfor Melissè. Aquest darrer encara lluitava quan els dos Comnè, Aleix i Isaac, foren obligats a deixar la cort perquè estava gelós de la popularitat d'aquests germans. Aleix, amb el suport de les dames de la cort, va aconseguir tornar a Constantinoble, va iniciar una nova revolta i fou proclamat emperador. Incapaç de resistir més revoltes, Nicèfor va proposar a Melissè d'abdicar en favor seu, però Aleix Comnè el va obligar aviat a fer-ho al seu favor i fou proclamat emperador (l'1 d'abril del 1081). Nicèfor va haver d'esdevenir monjo sota l'austera regla de Sant Basili i va morir no gaire temps després.